# Thiago Alcântara
Thiago Alcântara do Nascimento (* 11. dubna 1991, San Pietro Vernotico, Itálie) je bývalý španělský fotbalový záložník.
Thiago disponuje mimořádnou míčovou technikou, driblinkem a přesnými přihrávkami. Na pozici středního záložníka se stal v průběhu působení v Bayernu Mnichov jedním z nejlepších fotbalistů na této pozici. Na rozdíl od dalších španělských technicky nadaných středopolařů (Sergio Busquets, Cesc Fàbregas) je více všestranný, schopný zahrát v hloubi pole zataženého záložníka nebo ofenzivnějšího záložníka blíže útočníkům.

## Klubová kariéra

### Mládežnické kategorie
Thiago se narodil v italském San Pietro Vernotico, ale vyrostl ve Španělsku. Jeho otcem je brazilský mistr světa ve fotbale Mazinho. Jeho kariéra začala na nižší úrovni v brazilském Flamengu a kvůli svému otci se stěhoval kvůli jeho aktuálnímu působišti. Do Španělska se natrvalo vrátil ve věku 10 let, roku 2005. Tehdy podepsal mládežnickou smlouvu s FC Barcelona, kde již působil jeho bratranec Patrick.

### FC Barcelona
Svůj první start za A-tým Barcelony si odbyl 17. května 2009 (ve věku 18 let). Do zápasu proti RCD Mallorca nastoupil v 63. minutě, když vystřídal Eiður Guðjohnsena. 20. února 2010 po vystřídání Yayi Tourého v 76. minutě vstřelil svůj první gól v dresu Barcelony a pomohl k výhře 4:0 nad Racing de Santander na Camp Nou. Před závěrečným zápasem skupiny Ligy mistrů UEFA proti klubu Rubin Kazaň 7. prosince měla Barcelona postup zaručen a trenér Pep Guardiola dal přednost mladíkům včetně Thiaga, který v soutěži debutoval. Omlazený tým zvítězil 2:0 a na čtvrtý pokus Rubin porazil, což se oporám za předchozí tři roky nezdařilo. Na svůj druhý gól si musel počkat do zápasu s UD Almería (9. dubna 2011), kdy uzavřel skóre na 2:1 ve prospěch svého týmu. Třetí gól pak přidal proti Real Sociedad. Sezónu 2010/11 uzavřel se statistikou 17 zápasů, 3 góly, tři asistence. Zkušenosti sbíral zejména v úvodních kolech domácího poháru a v závěru ligy, kdy byl již titul v držení Barcelony.
Ačkoli byl pasován do role Xaviho nástupce, přivedl klub dalšího středopolaře, odchovance Francesce Fàbregase. 29. června 2011 podepsal Thiago nový čtyřletý kontrakt s klubem FC Barcelona platný až do 30. června 2015. Smlouva byla opatřena výstupní klauzulí ve výši 30 milionů €, oficiálně se tak stal hráčem A-týmu. Hned při prvním zápasu sezóny 2011/12, do kterého nastoupil, vstřelil gól a přidal dvě asistence při domácím vítězství 5:0 nad Villarrealem (28. srpna 2011).
V roce 2011 skončil na druhém místě v anketě Golden Boy za vítězným Mario Götzem.

### FC Bayern Mnichov

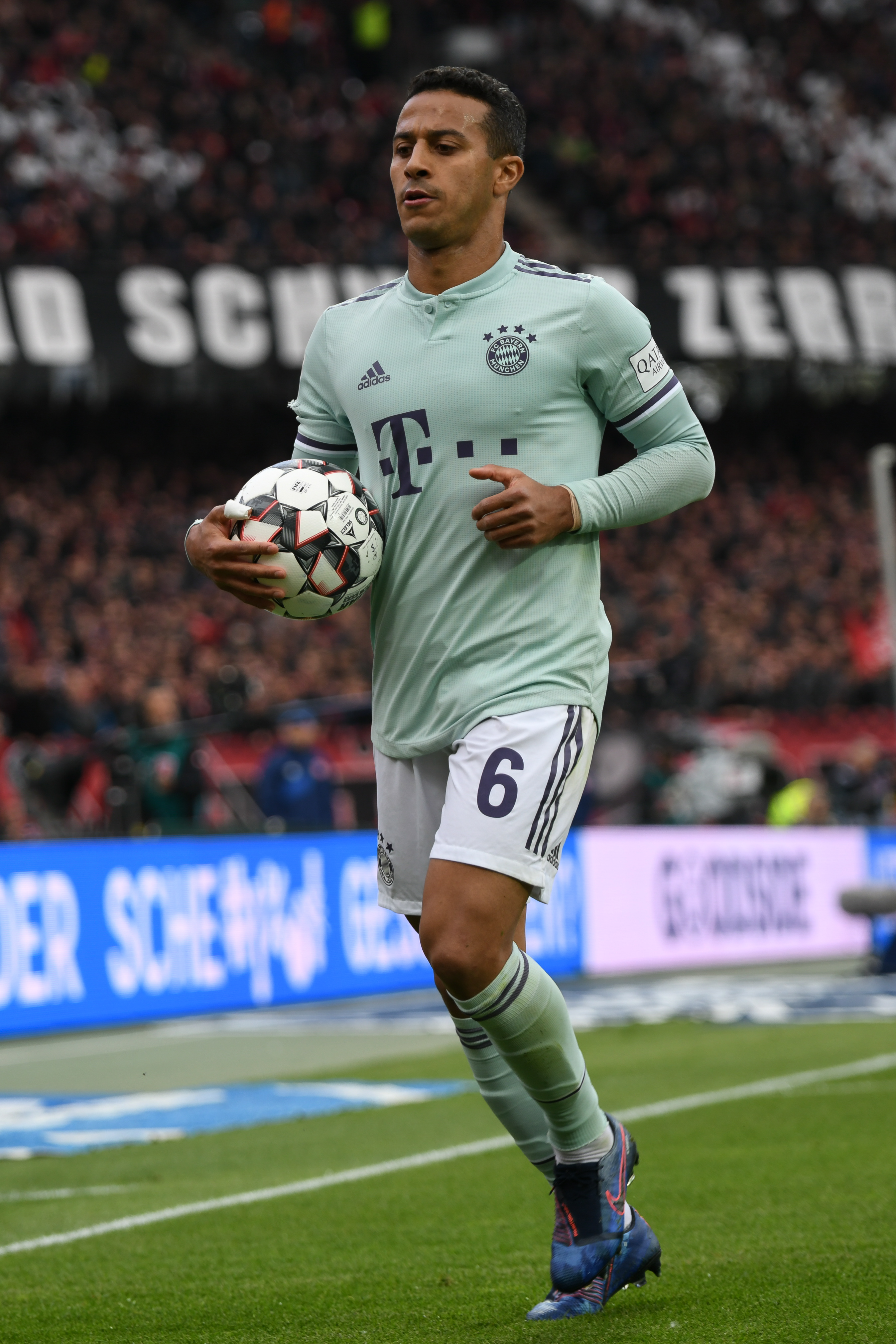
Thiago za Bayern Mnichov proti Norimberku (28. dubna 2019)

V červenci 2013 odešel do německého FC Bayern Mnichov za trenérem Pepem Guardiolou. S Bayernem vyhrál Mistrovství světa klubů 2013 v Maroku, kde Bayern porazil ve finále domácí tým Raja Casablanca 2:0, a již v březnu 2014 bundesligový titul.
První kalendářní rok v Mnichově jej zbrzdilo zranění, kvůli němuž na podzim absentoval, avšak po návratu se naplno etabloval v týmu. Povedenými nůžkami rozhodl o výhře 2:1 na půdě Stuttgartu 29. ledna 2014, kde vstřelil jeho první bundesligový gól. Tento gól byl později nominován na ligový gól měsíce a svoji nominaci proměnil. Druhý ligový gól zaznamenal při výhře 4:0 proti Hannoveru ke konci února. V remízovém zápase (3:3) doma s Hoffenheimem 29. března si zranil koleno a na dva měsíce měl být mimo hru, čímž přišel o zbytek probíhající sezóny.
Jeho návrat se uskutečnil až po roce, a to v zápase hraném 4. dubna 2015 v lize s Borussií Dortmund. Bayern Mnichov tento zápas venku zvládl a 1:0 vyhrál. Thiago proměnil rozhodující penaltu v rozstřelu čtvrtfinále německého poháru proti Leverkusenu, poté co se prodlužovaný zápas odehraný 8. dubna ani jednomu mužstvu nepodařilo strhnout na svou stranu. O týden poté vstřelil gól Portu, Bayern Mnichov ovšem venku prohrál 1:3 a zkomplikoval si případný postup do semifinále Ligy mistrů. Thiago dal hlavou první gól domácí odvety proti Portu a pak asistoval gólu Thomase Müllera. Bayern Mnichov vyhrál 6:1 a postoupil dále.

#### Sezóna 2016/17
Thiagovi se povedla sezóna 2016/17 pod trenérem Carlem Ancelottim, kdy vyhrál německou ligu a superpohár. Odehrál celkově takřka 2300 minut, přibližně dvakrát více než sezónu předchozí. Na své konto si připsal svůj rekord šesti gólů, přidal pět asistencí.

#### Sezóna 2017/18
Na začátku srpna roku 2017 kvůli svalovému zranění chyběl v utkání německého Superpoháru proti Borussii Dortmund, která Bayern Mnichov nakonec porazila v penaltovém rozstřelu.
Ve druhém kole Poháru DFB 25. října dal vyrovnávací gól na 1:1, díky čemuž střetnutí dosáhlo prodloužení a poté penaltového rozstřelu. V něm Thiagovi spoluhráči uspěli a soupeře, RB Lipsko, vyřadili. Mezi listopadem a únorem laboroval s kolenem, jeho návrat se konal venku proti Wolfsburgu 17. února ve 23. kole. Odehrál 62 minut a pomohl nad „Vlky“ vyhrát 2:1. V osmifinálové odvetě Ligy mistrů proti Beşiktaşi 14. března otevřel skóre a pomohl domácí výhrou 3:1 navázat na tu venkovní výsledkem 5:0 a postoupit. Ve čtvrtfinále evropské soutěže na hřišti španělské Sevilly dal gól při výhře 2:1.
V závěru sezóny však podle bývalého německého fotbalisty Lothara Matthäuse zklamal, Bayern Mnichov totiž v semifinále Ligy mistrů nestačil na Real Madrid a ve finále Poháru DFB podlehl Eintrachtu Frankfurt.

#### Sezóna 2018/19
Na začátku sezóny 2018/19 se jeho trenérem stal Niko Kovač, pod nímž 12. srpna 2018 vyhrál německý superpohár. V tomto zápase vstřelil poslední pátý gól svého týmu, Bayern Mnichov nad Eintrachtem Frankfurt vyhrál 5:0. Po sezóně slavil double, načež jej Kovač označil „snem každého trenéra“.

#### Sezóna 2019/20
Ve druhém skupinovém zápase Ligy mistrů 1. října na stadionu Tottenhamu začal zápas od začátku druhého poločasu, kdy ho trenér Kovać vyslal na hřiště na místo Davida Alaby. Thiago ovládl za stavu 1:1 střed hřiště a pomohl mužstvu otočit výsledek zápasu na 7:2, přičemž si připsal asistenci u gólu Serge Gnabryho na 5:2. Personální změny po debaklu 1:5 na hřišti Frankfurtu 2. listopadu, na kterém se Thiago též objevil, vedly ke jmenování nového trenéra Hansiho Flicka na Kovaćem uvolněné místo. Německý trenér se první tři ligové zápasy rozhodl posadit Thiaga na lavičku náhradníků, své rozhodnutí však později změnil a italský rodák se vrátil do základní sestavy, dostávajíce přednost například před Corentinem Tolissem.
První gól v sezóně a po více než roce zaznamenal 19. ledna proti mužstvu Herthy Berlin při domácí výhře 4:0. O šest dní přidal druhý v zápase se Schalke a přispěl k debaklu 5:0. Podzimní ztráty na čelo se tímto napravily, bavorský klub ztrácel na první Lipsko (RB Leipzig) jeden bod. Třetí v řadě zaznamenal 2. února při venkovní výhře 3:1 nad Mohučí (Mainz).
Zahrál si finálový duel Ligy mistrů, který proti sobě 23. srpna 2020 postavil Bayern a Paris Saint-Germain. Bayern svého soupeře porazil 1:0 a jako první klub se trofeje zmocnil bez jediného zaváhání výhrou všech 11 zápasů. Odehrál 86 minut, než byl střídán Tolissem. Stál u začátku akce vedoucí k vítěznému gólu Kingsleyho Comana. Od Jacoba Steinberga z The Guardian a Joe Prince-Wrighta z NBC Sports obdržel od obou hodnocení 7 z 10, oba novináři vyzdvihli jeho diktování hry ve středu hřiště.

### Liverpool FC
V září 2020 u něj byla potvrzena nákaza nemocí covid-19, kvůli níž musel vynechat utkání EFL Cupu proti Arsenalu.

## Reprezentační kariéra

### Mládežnická

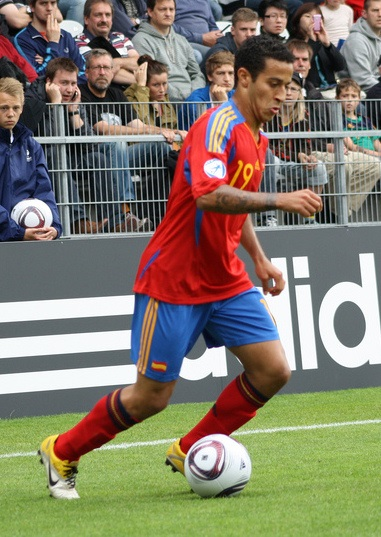
Thiago za španělský tým hráčů do 21 let (2011)

Byl nominován na evropské mistrovství hráčů do 17 let, které bylo v roce 2008 pořádáno Tureckem. Ve druhém skupinovém zápase proti mladíkům Francie 7. května zaznamenal dva góly, které rozhodly o remíze 3:3. Po semifinálovém postupu přes Nizozemsko čelili mladí Španělé znovu Francii. Thiago i další hvězda tohoto výběru Keko byli strůjci finálové výhry 4:0. Úvodní Kekův gól padl po Thiagově nahrávce, ten sám zvyšoval z penalty na 3:0. Ačkoliv byl adeptem na to být zvolen nejlepším hráčem turnaje, připadla tato cena nakonec srbskému hráči Danijelu Aleksićovi.
O dva roky později reprezentoval výběr hráčů do 19 let na mistrovství Evropy 2010 a i v tomto výběru Luise Milly plnil svoji typickou tvůrčí roli. Úvodní zápas skupiny proti Chorvatsku skončil výhrou 2:1 a byl to Thiago, kdo pomohl výsledek jedním gólem otočit. Ve finále 30. července proti Francii, pořadateli, nezabránil prohře 1:2. Později byl zvolen do nejlepšího týmu turnaje čítajícího 23 hráčů.
Španělský výběr hráčů do 21 let reprezentoval v červnu 2011 na Mistrovství Evropy 2011 v Dánsku. Na vítězném mistrovství nechyběl jedinou minutu, ve finále 25. června vstřelil při výhře 2:0 nad Švýcarskem druhý z gólů svého týmu a byl zahrnut do nejlepšího týmu turnaje. Dva roky nato byl nominován na Mistrovství Evropy 2013 konané v Izraeli, opět ve věkové kategorii do 21 let a nově plnil roli kapitána. Při cestě za obhajobou překonal jedním vítězným gólem výběr Ruska v úvodním zápase 6. června. Ve finále 18. června proti Itálii vstřelil hattrick, Španělsko vyhrálo 4:2 a slavilo titul. Odborníci z řad UEFA jej nejen zahrnuli do nejlepšího výběru turnaje, zvolili jej jeho nejlepším hráčem.

### Seniorská

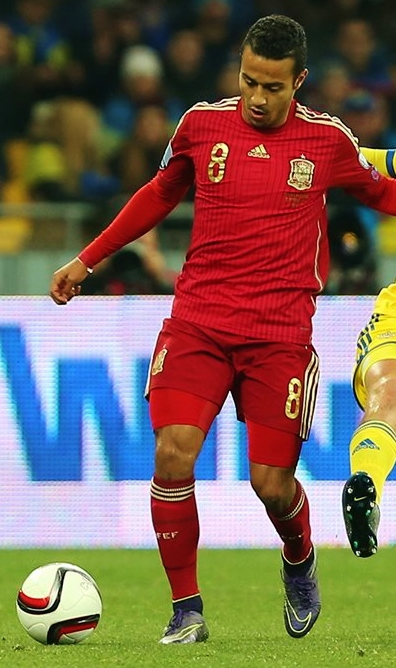
Thiago za národní tým v zápase proti Ukrajině (říjen 2015)

V A-mužstvu Španělska debutoval 10. srpna 2011 v Bari v přátelském zápase proti domácímu týmu Itálie (prohra 1:2).
Kvůli zranění přišel o EURO 2012 pořádané Polskem a Ukrajinou a následně o fotbalový turnaj na Letních olympijských hrách 2012 v Londýně. O dva roky později měl naději startovat na mistrovství světa 2014, byl totiž zahrnut do předběžné 30členné nominace. Kvůli zranění ovšem o účast přišel.
Trenér Vicente del Bosque jej nominoval na EURO 2016 ve Francii, kde byli Španělé vyřazeni v osmifinále Itálií po porážce 0:2. Na šampionátu nastoupil ve dvou zápasech svého týmu ze čtyř.
V kvalifikaci na mistrovství světa 2018 zaznamenal první gól za národní tým, a to 6. října 2017 proti Albánii v rámci domácí výhry 3:0. Trenér Julen Lopetegui jej nominoval na závěrečný šampionát v Rusku, kde byli Španělé vyřazeni v osmifinále právě Ruskem. Na šampionátu nastoupil ve dvou zápasech svého týmu ze čtyř.
V průběhu května roku 2021 se ocitl v nominaci Luise Enriqueho na odložené EURO 2020. Španělsko mělo po dvou zápasech skupiny dva body za dvě remízy a proti Slovensku potřebovalo vyhrát. Obdobně jako první zápas nastoupil Thiago na závěrečných asi 20 minut z lavičky. Pár minut nasbíral ve čtvrtfinále proti Švýcarsku a v semifinále proti Itálii, ve kterých došlo v obou případech na penaltový rozstřel. Druhý rozstřel proti Itálii dopadl pro Španělsko vyřazením, navzdory Thiagově proměněné penaltě. Enriqueho upřednostňování Sergia Busquetse, Pedriho, Rodriho a Kokeho mělo za následek, že na turnaji odehrál pouze 64 minut.
Limitovanou roli měl také po Euru, na podzimní kvalifikační zápasy nebyl povolán. Ani na Mistrovství světa 2022 si proto nezahrál.

## Profil hráče
Španělský záložník Xavi, někdejší Thiagův spoluhráč v Barceloně, jej označil za mimořádného hráče.
Bývalý německý fotbalový obránce a legenda Bayernu Mnichov Paul Breitner o Thiagovi před Mistrovstvím světa 2018 řekl, že se Thiago „stal z 15 % Němcem, aby dokázal zodpovědně zahrát ve středu pole“.

## Osobní život
Thiago je syn bývalého brazilského fotbalisty Mazinha, mistra světa z roku 1994. Jeho matka Valéria Alcântara je bývalá volejbalistka. Jeho mladší bratr Rafael Alcântara hrál také za Barcelonu a později mimo jiné za Paris Saint-Germain. Na rozdíl od Thiaga však reprezentuje Brazílii.

## Statistiky

### Klubové
K zápasu odehranému 14. srpna 2020
| Klub           | Sezóna  | Liga               | Liga   | Liga | Pohár  | Pohár | Evropské poháry | Evropské poháry | Ostatní | Ostatní | Celkem | Celkem |
| Klub           | Sezóna  | Liga               | Zápasy | Góly | Zápasy | Góly  | Zápasy          | Góly            | Zápasy  | Góly    | Zápasy | Góly   |
| -------------- | ------- | ------------------ | ------ | ---- | ------ | ----- | --------------- | --------------- | ------- | ------- | ------ | ------ |
| Barcelona „B“  | 2007/08 | Tercera División   | 5      | 0    | —      | —     | —               | —               | —       | —       | 5      | 0      |
| Barcelona „B“  | 2008/09 | Segunda División B | 25     | 0    | —      | —     | —               | —               | —       | —       | 25     | 0      |
| Barcelona „B“  | 2009/10 | Segunda División B | 13     | 2    | —      | —     | —               | —               | 5       | 1       | 18     | 3      |
| Barcelona „B“  | 2010/11 | Segunda División   | 11     | 0    | —      | —     | —               | —               | —       | —       | 11     | 0      |
| Barcelona „B“  | Celkem  | Celkem             | 54     | 2    | —      | —     | —               | —               | 5       | 1       | 59     | 3      |
| Barcelona      | 2008/09 | La Liga            | 1      | 0    | 0      | 0     | 0               | 0               | 0       | 0       | 1      | 0      |
| Barcelona      | 2009/10 | La Liga            | 1      | 1    | 1      | 0     | 0               | 0               | 0       | 0       | 2      | 1      |
| Barcelona      | 2010/11 | La Liga            | 12     | 2    | 3      | 1     | 1               | 0               | 1       | 0       | 17     | 3      |
| Barcelona      | 2011/12 | La Liga            | 27     | 2    | 8      | 2     | 7               | 0               | 3       | 0       | 45     | 4      |
| Barcelona      | 2012/13 | La Liga            | 27     | 2    | 7      | 1     | 2               | 0               | 0       | 0       | 36     | 3      |
| Barcelona      | Celkem  | Celkem             | 68     | 7    | 19     | 4     | 10              | 0               | 4       | 0       | 101    | 11     |
| Bayern Mnichov | 2013/14 | Bundesliga         | 16     | 2    | 2      | 0     | 4               | 0               | 3       | 1       | 25     | 3      |
| Bayern Mnichov | 2014/15 | Bundesliga         | 7      | 0    | 2      | 0     | 4               | 2               | 0       | 0       | 13     | 2      |
| Bayern Mnichov | 2015/16 | Bundesliga         | 27     | 2    | 5      | 1     | 9               | 1               | 1       | 0       | 42     | 4      |
| Bayern Mnichov | 2016/17 | Bundesliga         | 27     | 6    | 4      | 1     | 9               | 2               | 1       | 0       | 41     | 9      |
| Bayern Mnichov | 2017/18 | Bundesliga         | 19     | 2    | 3      | 2     | 10              | 3               | 0       | 0       | 32     | 7      |
| Bayern Mnichov | 2018/19 | Bundesliga         | 30     | 2    | 6      | 0     | 5               | 0               | 1       | 1       | 42     | 3      |
| Bayern Mnichov | 2019/20 | Bundesliga         | 24     | 3    | 5      | 0     | 8               | 0               | 1       | 0       | 38     | 3      |
| Bayern Mnichov | Celkem  | Celkem             | 150    | 17   | 27     | 4     | 49              | 8               | 7       | 2       | 233    | 31     |
| Celkem         | Celkem  | Celkem             | 277    | 26   | 48     | 8     | 59              | 8               | 11      | 3       | 393    | 45     |

1. ↑  Zápasy v Copa del Rey a DFB-Pokal
2. ↑  Zápasy v Lize mistrů UEFA
3. ↑  Zápasy v Play-Off Segunda División
4. 1 2  Zápas v Supercopa de España
5. 1 2  Zápasy na Mistrovství světa klubů
6. 1 2 3 4 5  Zápas v DFL-Supercupu

### Reprezentační
Aktuální k 28. lednu 2022
| Tým       | Rok    | Zápasy | Góly |
| --------- | ------ | ------ | ---- |
| Španělsko | 2011   | 3      | 0    |
| Španělsko | 2012   | 0      | 0    |
| Španělsko | 2013   | 1      | 0    |
| Španělsko | 2014   | 1      | 0    |
| Španělsko | 2015   | 2      | 0    |
| Španělsko | 2016   | 11     | 0    |
| Španělsko | 2017   | 7      | 1    |
| Španělsko | 2018   | 9      | 1    |
| Španělsko | 2019   | 3      | 0    |
| Španělsko | 2020   | 2      | 0    |
| Španělsko | 2021   | 7      | 0    |
| Celkem    | Celkem | 46     | 2    |

### Reprezentační góly
K zápasu odehranému 19. listopadu 2019. Skóre a výsledky Španělska jsou vždy zapisovány jako první.
| Gól | Datum           | Místo                                        | Soupeř    | Skóre | Výsledky | Sozěž                                      |
| --- | --------------- | -------------------------------------------- | --------- | ----- | -------- | ------------------------------------------ |
| 1.  | 6. října 2017   | Estadio José Rico Pérez, Alicante, Španělsko | Albánie   | 3:0   | 3:0      | Kvalifikace na Mistrovství světa FIFA 2018 |
| 2.  | 27. března 2018 | Wanda Metropolitano, Madrid, Španělsko       | Argentina | 4:1   | 6:1      | Přátelský zápas                            |

## Úspěchy a ocenění

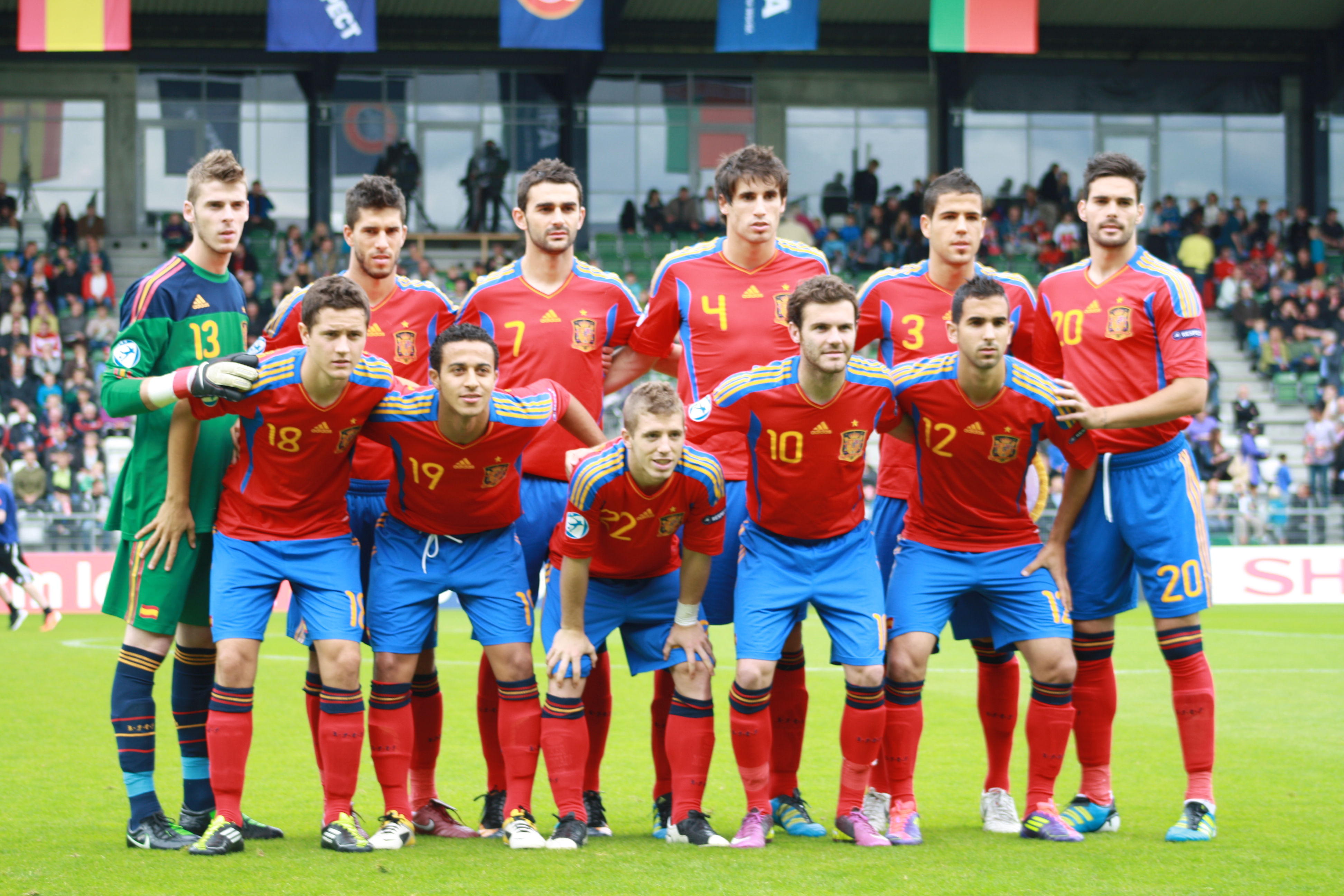
Thiago (číslo 19) před zápasem na Mistrovství Evropy do 21 let (2011)

### Klubové
Barcelona
- La Liga – 2008/09, 2009/10, 2010/11, 2012/13
- Copa del Rey – 2011/12
- Supercopa de España – 2010, 2011
- Liga mistrů UEFA – 2010/11
- Superpohár UEFA – 2011
- Mistrovství světa klubů FIFA – 2011

Bayern Mnichov
- Bundesliga – 2013/14, 2014/15, 2015/16, 2016/17, 2017/18, 2018/19, 2019/20
- DFB-Pokal – 2013/14, 2015/16, 2018/19, 2019/20
- DFL-Supercup – 2016, 2017, 2018
- Mistrovství světa klubů FIFA – 2013
- Liga mistrů UEFA – 2019/20

### Reprezentační
mládežnické kategorie Španělska
- zlatá medaile na Mistrovství Evropy do 17 let – 2008
- zlatá medaile na Mistrovství Evropy do 21 let – 2011, 2013

Španělsko
- bronzová medaile na Mistrovství Evropy – 2020

### Individuální
- Nejlepší hráč Mistrovství Evropy U21 – 2013[52]
- Stříbrná kopačka Mistrovství Evropy U21 – 2013[70]
- Nejlepší výběr Mistrovství Evropy U21 – 2011,[48] 2013[52]
- Nejlepší výběr Mistrovství Evropy U19 – 2010[45]
- Objev sezóny La Ligy podle Don Balón – 2011/12[70]
- Gól měsíce Bundesligy – leden 2014[18]
- Nejlepší jedenáctka Bundesligy – 2016/17[71]
- Tým sezóny Bundesligy podle kickeru – 2018/19[72]
- Nejlepší jedenáctka podle ESM – 2016/17[73]
- Nejlepší sestava sezóny Ligy mistrů UEFA (23členná) – 2019/20[74]
- Tým roku podle UEFA – 2020[75]
- Nejlepší světová sestava roku podle IFFHS (11členná) – 2020[76]
- Světová jedenáctka FIFA FIFPro – 2020[77]